# 清水谷站

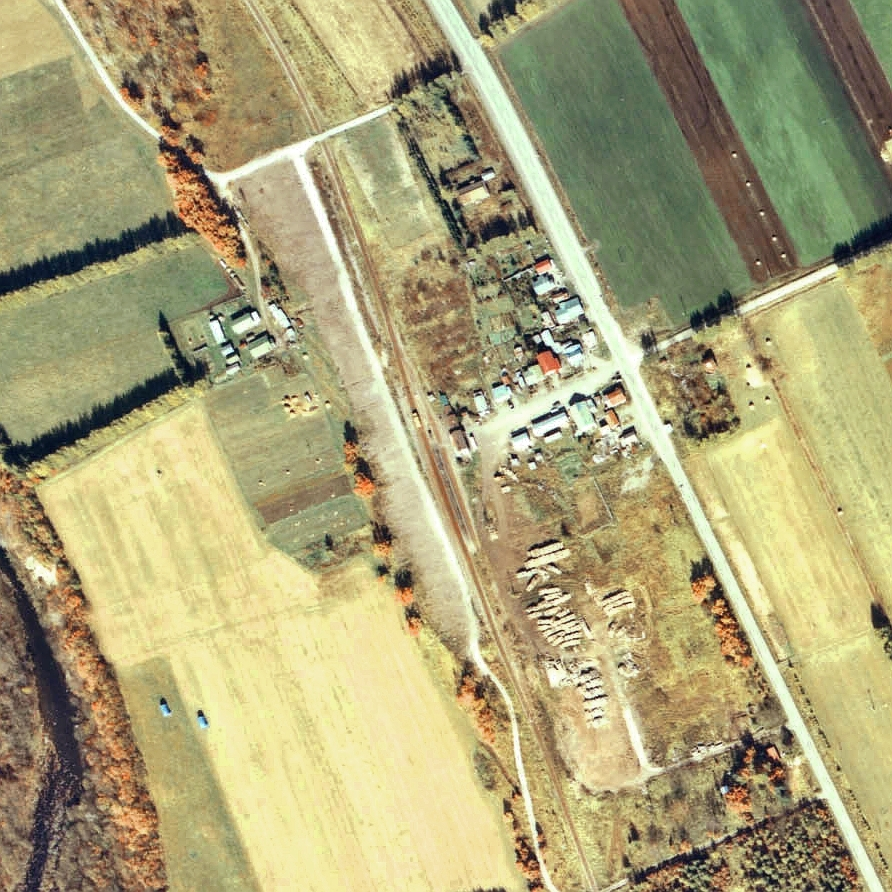
1977年的清水谷站與方圓約500米範圍。上方為糠平方向。當時已經剩下1面1線的月台。車站大樓旁邊可看見副本線的遺蹟。

清水谷站（日语：／ Shimizudani eki */?）是位於北海道河東郡上士幌町字上士幌清水谷，日本國有鐵道（國鐵）的士幌線車站（廢站）。隨著士幌線全線廢線，車站在1987年（昭和62年）3月23日廢除。

## 歷史
- 1935年（昭和10年）11月26日 - 士幌線上士幌站至此站之間開通，此站啟用。當時為一般車站[1]。
- 1937年（昭和12年）9月26日 - 此站至糠平站之間開通，成為中途站[2]。
- 1970年（昭和45年）9月10日 - 結束處理貨物和行李（除了報紙）[1]。同時成為無人車站[2]。
- 1974年（昭和49年）10月1日 - 全面結束處理行李[1]。
- 1987年（昭和62年）3月23日 - 士幌線全線廢除，此站也廢除[1]。

### 站名的由來
距離車站2公里的山谷有清水湧出來變成湖澤，因此該處名為「清水澤」。可是由於車站啟用時，夕張線已經有同名車站，因此定名為「清水谷」。

## 車站構造
截至車站廢除前，此站是地面車站，設有1面1線的島式月台（只使用單邊，曾經可使用兩邊，當時可進行列車交會）。此站是無人車站。

## 車站周邊與現況
車站附近設有牧場。站前設有一間民居，其他為廢屋。
- 國道273號
- 北海道道468號清水谷足寄線
- 十勝巴士（日语：十勝バス）「清水谷」巴士站

## 相鄰車站
日本國有鐵道
士幌線
萩岡－清水谷－黑石平

## 注腳
1. 1 2 3 4  停車場変遷大事典 国鉄・JR編 Ⅱ JTB 1998年10月發行
2. 1 2  JR釧路分社「鉄道百年の歩み」平成13年12月發行。
3. ↑  札幌鉄道局編 (编). . 北彊民族研究会. 1939: 71. NDLJP: 1029473 （日语）.
4. ↑   第1版. 札幌市: 日本国有鉄道北海道総局. 1973-3-25: 138. ASIN B000J9RBUY （日语）.